# Sociedade estamental
Sociedade estamental é uma forma de organização social na qual a sociedade  é dividida em grupos sociais separados uns dos outros por privilégios, sendo a estratificação social garantida pelo proprio Estado. Este tipo de estrutura social típico do sistema feudal medieval e que não permitia ou dificultava a ascensão social antecedeu a Sociedade Industrial.